# 柳東説
柳 東説（유동열、ユ・ドンヨル、1879年3月26日 - 1950年10月18日）は朝鮮の独立運動家、大韓民国の政治家。本貫は文化柳氏。北朝鮮に亡命した柳美英の父で崔徳新の岳父。

## 経歴
1879年3月、平安北道博川郡に生まれる。1898年、日本に渡り、成城中学校に入学。卒業後は士官候補生として騎兵連隊に入隊。1903年、陸軍士官学校第15期騎兵科を卒業。見習士官として騎兵連隊に配属。日露戦争では満州軍に従軍。1904年8月に帰国して大韓帝国軍の武官学校や幼年学校の学徒隊に赴任。
1905年3月、騎兵副尉（中尉）。同年10月17日、騎兵正尉（大尉）、幼年学校教官。12月、軍務局騎兵課員。
1906年、参領(少佐)、騎兵隊大隊長。1907年4月、侍衛騎兵大隊長。6月、参謀局第2課長。大韓帝国軍解散後も軍に留まり、8月26日（旧暦7月18日）に軍務局馬政課長となるが、安昌浩、梁起鐸、李甲などと新民会を組織した。1909年に中国に亡命して資金調達のため北京で活動した。
1910年8月、105人事件によって1年6か月服役した。出獄後は再び中国に亡命。満州で徐曰甫と共に馬賊団を組織して独立運動のための資金を調達した。1919年に結成された上海臨時政府に参加して軍事部参謀総長。のちに満州の独立軍で活動。1939年、臨時政府首席補佐官として韓国光復軍創設に力を入れ、翌年9月に創設されると同軍の参謀総長となる。
1945年に帰国し、統衛部（国防部の前身）顧問を経て1946年に統衛部部長に就任。
1950年6月、朝鮮戦争が勃発すると、ソウルに留まり拉北された。北に連行されるが、過酷な行軍であったため、平安北道熙川に到着した時に死亡。

## 叙勲・栄典
1989年、建国勲章大統領章を追叙。
2008年8月、大韓民国国家報勲処が8月の「今月の独立運動家」に選定。

## 参考
- 佐々木春隆『朝鮮戦争 韓国篇 上 (建軍と戦争の勃発前まで)』原書房、1976年3月10日。NDLJP:12172188。
- 佐々木春隆『朝鮮戦争前史としての韓国独立運動の研究』国書刊行会、1985年4月20日。NDLJP:12173181。
- “'10월의 호국인물' 독립운동가 유동열 선생” (朝鮮語). 連合ニュース. (2015年9月30日) 2015年11月8日閲覧。